# Route nationale 26 (Algérie)
Pour les articles homonymes, voir N26 et Route nationale 26.
La route nationale  (RN 26) en Algérie est une route qui traverse la wilaya de Béjaia, le long de la rive gauche de la Soummam, sur 67 km.
Elle prend naissance au croisement de la RN12 au niveau de la ville d'El Kseur et se termine au croisement de la RN15, à l'entrée de la wilaya de Bouira, dans la commune de Chorfa.
Surnommée de la route de la Soummam, elle connait un très fort trafic car elle constitue le principal accès à la région de Bejaia et son port.

## Historique
Jusqu'en 1929 la route principale pour aller d'Alger à Béjaia était la RN12 en passant par Tizi Ouzou. Deux routes alternatives existaient, une côtière mais en mauvais état d'entretien et une seconde en empruntant la RN5 jusqu'à Maillot (M'Chedallah) avant de bifurquer à travers la vallée de la Soummam.
En 1929 Le Chemin de Grande Communication n°3 de Tazmalt (où il croise la RN12) à El Kseur situé dans le département de Constantine et une partie du Chemin de Grande Communication n°19 jusqu'à la RN15 dans le département d'Alger sont élevés au rang de RN26.

## Paysage
La route épouse les courbes de la Soummam à travers sa plaine fertile et les contreforts du massif du Djurdjura.

## Parcours
- Rond-point croisement N12 à El Kseur (km 0)
- Rond-point sortie ouest d'El Kseur, croisement W21A vers Amizour (km 1,7)
- Adrar Timzerit, croisement W21 (km 10)
- Croisement W173 vers Il Matene (km 11,4)
- Croisement W13, entrée est de Sidi Aich (km 19,2)
- Fin du pont de 160 m. à travers oued Soummam (19,4)
- Début du pont de 400 m. à travers oued Soummam (km 20,4)
- Croisement N74 à Takrietz (km 25,3)
- Ighzer Amokrane, croisement W251 vers Ifri (km 30,9)
- Hellouane (km 35)
- Croisement W141 , zone industrielle de Taharacht (km 39,2)
- Croisement N26A vers Yakouren (km 41,5)
- Trémie d'Akbou (km 43)
- Croisement W7 vers Tabouda (km 47,7)
- Colonel Amirouche (km 51)
- Croisement N106 près d'Allaghane (km 53,3)
- Passage à niveau voie ferrée Beni Mansour - Béjaia (km 53,7)
- Passage à niveau voie ferrée Beni Mansour - Béjaia (km 57)
- Tazmalt, croisement W7 (km 58,5)
- Croisement N15 près de Chorfa (km 64,9)